# Youssef Oggadi
Youssef Oggadi (ur. 28 grudnia 1988 w Churibce) – marokański piłkarz, grający jako środkowy obrońca. Od 2023 roku wolny zawodnik.

## Klub

### Olympique Khouribga
Zaczynał karierę w Olympique Khouribga, gdzie grał również w zespołach juniorskich. W sezonie 2011/2012 zagrał 8 meczów i strzelił jednego gola. W sezonie 2012/2013 wystąpił w 24 meczach i zaliczył dwie asysty. W sezonie 2013/2014 8 spotkań. W sezonie 2014/2015 zagrał 30 meczów, czyli wszystkie możliwe. W sezonie 2015/2016 wystąpił w 23 meczach. Ponadto świętował zdobycie pucharu Maroka. Sezon 2016/2017 zakończył z 24 meczami, trzema golami i jedną asystą. W sezonie 2017/2018 zagrał 27 meczów i strzelił 8 goli. Sezon 2018/2019 zakończył z 26 meczami, strzelił też trzy gole.

#### Kawkab Marrakesz (wypożyczenie)
Od 27 lipca 2010 roku do 1 lipca 2011 roku grał na wypożyczeniu w Kawkab Marrakesz. W tym zespole zadebiutował 21 sierpnia 2010 roku w meczu przeciwko Maghreb Fez (1:1). Zagrał cały mecz. Pierwszą bramkę strzelił 1 stycznia 2011 roku w meczu przeciwko FUS Rabat (3:0). Do siatki trafił w 27. minucie. Łącznie zagrał 6 meczów i strzelił dwie bramki.

### Youssoufia Berrechid
2 sierpnia 2019 roku dołączył do Youssoufia Berrechid. W tym zespole zadebiutował 4 listopada 2019 roku w meczu przeciwko Mouloudia Wadżda (przegrana 3:1). Rozegrał całe spotkanie. Pierwszego gola strzelił 25 stycznia 2020 roku w meczu przeciwko Raja Beni Mellal (2:0). Do siatki trafił w 82. minucie.

### Powrót do Olympique
29 stycznia 2021 roku wrócił do Olympique Khouribga. Ponownie w tym zespole zadebiutował 11 września 2021 roku w meczu przeciwko Mouloudia Wadżda (0:0), założył też opaskę kapitańską. Zagrał cały mecz. Łącznie wystąpił w 43 meczach. Z Olympique odszedł 1 lipca 2023 roku.